# Queen Mary-vízesés
A Queen Mary-vízesés a Main Range Nemzeti Park területén, Ausztrália keleti részén, a Queenslandben lévő McPherson-hegységben található. A 40 méteres magasságból alázúduló vízesés 50 kilométernyire fekszik a Warwick városától és mintegy 10 kilométernyire keletre található Killarneytől. A vízesés a Spring-patakon található, amely a Condamine-folyó mellékfolyója.
A vízesés közelében kialakított pihenőhelyen tűzrakóhely található asztalokkal, valamint nyilvános vécé is van.  

## Fordítás
Ez a szócikk részben vagy egészben  a   Queen Mary Falls című angol Wikipédia-szócikk ezen változatának fordításán alapul.  Az eredeti cikk szerkesztőit annak laptörténete sorolja fel. Ez a jelzés csupán a megfogalmazás eredetét és a szerzői jogokat jelzi, nem szolgál a cikkben szereplő információk forrásmegjelöléseként.